# Elezioni primarie del Partito Repubblicano del 2016 (Stati Uniti d'America)
Le elezioni primarie del Partito Repubblicano statunitense del 2016 si sono tenute tra i mesi di febbraio e giugno dello stesso anno, in vista delle elezioni generali di novembre.
Così come l'elezione presidenziale, anche le primarie prevedono un'elezione semidiretta: in ogni Stato vengono eletti dei cosiddetti delegati, in base al proprio dichiarato sostegno ai vari candidati, che si aggiungono ad una minoranza di delegati slegati dal voto popolare. Nel mese di luglio 2016 i delegati eleggeranno formalmente il candidato del partito alla Presidenza.
In una competizione affollata da ben diciassette candidati presenti nei primi mesi di campagna elettorale, molti si sono ritirati in prossimità e dopo l'inizio delle votazioni, delusi dal misero consenso popolare. Col ritiro anche degli ultimi due candidati che provarono a coalizzarsi contro di lui - il senatore del Texas Ted Cruz e il governatore dell'Ohio John Kasich - dal 3 maggio 2016 il ricco imprenditore Donald Trump, dopo la nuova, netta vittoria nelle primarie in Indiana, è il candidato presuntivo scelto del Partito Repubblicano per concorrere a diventare il prossimo Presidente degli Stati Uniti d'America.

## Candidati
Nel periodo precedente lo svolgimento delle elezioni diversi analisti definirono la corsa alle primarie repubblicane del 2016 come una delle più aperte, con un gruppo nutrito di candidati senza un chiaro favorito. Nella prima fase della campagna elettorale, prima che i candidati si riducessero a dodici durante i mesi precedenti l'inizio delle elezioni, si contavano infatti diciassette candidati principali, numero superiore al record di partecipazione registrato dalle primarie repubblicane del 1948, in cui corsero in quindici. L'insieme dei candidati superava anche il massimo numero di concorrenti alle primarie del Partito Democratico, sedici, registrati nel 1972 e nel 1976.
Il primo ad annunciare formalmente la candidatura fu Ted Cruz, nato in Canada, ma per la maggior parte dei costituzionalisti comunque eleggibile alla carica di Presidente, per la quale è richiesto aver acquisito la cittadinanza statunitense per nascita, in quanto, figlio di madre statunitense che aveva vissuto negli Stati Uniti per più di dieci anni, aveva diritto alla cittadinanza statunitense al momento della nascita secondo il Nationality Act del 1940.
Tra i candidati più conservatori e più vicini al movimento Tea Party figurano Ted Cruz e Ben Carson; la corrente della cosiddetta destra cristiana è rappresentata Mike Huckabee e Rick Santorum, mentre tra i più moderati, a cui è stato fatto riferimento anche come membri dell'"establishment" del partito, figurano Jeb Bush e Chris Christie. Altri moderati che secondo gli analisti hanno generato gradimento anche in parte dell'elettorato democratico, attirandosi per tale motivo sia critiche che apprezzamenti, sono Scott Walker, John Kasich, Marco Rubio e Rand Paul. Due dei candidati, Rick Perry e Santorum, avevano già partecipato alle primarie del 2012, mentre altri si sono contraddistinti per la loro provenienza dal di fuori del mondo politico tradizionale, attirandosi quindi critiche sulla relativa inesperienza, tra cui il dottore in medicina Ben Carson, la dirigente d'azienda Carly Fiorina e l'imprenditore Donald Trump.
L'insieme dei partecipanti è stato definito come uno con le maggiori diversità etniche di sempre, includendo due candidati di origine latina (Cruz e Rubio), un indoamericano (Bobby Jindal) e un afroamericano (Carson); Rubio e Jindal sono anche figli di genitori entrambi immigrati, mentre Carly Fiorina è l'unica donna. Per quanto riguarda le religioni, sei sono cattolici (Bush, Christie, Jindal, Pataki, Rubio e Santorum), tre sono battisti della Convenzione battista del Sud (Cruz, Graham e Huckabee), due presbiteriani (Paul e Trump), due evangelici aconfessionali (Perry e Walker), uno anglicano (Kasich), uno metodista (Gilmore), uno avventista del settimo giorno (Carson) e una frequenta, anche se non con regolarità, la Chiesa episcopale (Fiorina).
Per quanto riguarda gli endorsement, considerando il supporto di membri del Congresso e governatori, prima dell'inizio delle consultazioni elettorali il candidato ad aver raccolto maggior consenso era Jeb Bush; ma dopo i primi caucus in Iowa Marco Rubio ha iniziato a registrare maggiore supporto, seguito da Bush, Chris Christie, John Kasich e Ted Cruz.

### Candidati principali
Di seguito i candidati inclusi in almeno cinque tra i maggiori sondaggi indipendenti condotti a livello nazionale e invitati ad almeno un dibattito trasmesso in diretta televisiva nazionale.

#### Il vincitore
| Nome         | Dati di nascita con età all'inizio della convention | Cariche precedenti                   | Stato di provenienza | Data annuncio candidatura | Logo campagna | Note          |
| ------------ | --------------------------------------------------- | ------------------------------------ | -------------------- | ------------------------- | ------------- | ------------- |
| Donald Trump | 14 giugno 1946 (70 anni) Queens, New York           | CEO di Trump Organization (dal 1971) | New York             | 16 giugno 2015            |               | [ 14 ] [ 15 ] |

#### Candidati ritirati durante le primarie
| Nome           | Dati di nascita con età all'inizio della convention  | Cariche precedenti | Stato di provenienza | Data candidatura | Data ritiro      | Logo campagna                        | Note                        |
| -------------- | ---------------------------------------------------- | --- | -------------------- | ---------------- | ---------------- | ------------------------------------ | --------------------------- |
| Jeb Bush       | 11 febbraio 1953 (63 anni) Midland, Texas            | Governatore della Florida (1999-2007) Segretario del Commercio della Florida (1987-1988)                                                               | Florida              | 15 giugno 2015   | 20 febbraio 2016 | Jeb Bush presidential campaign, 2016 | [ 16 ] [ 17 ] [ 18 ]        |
| Ben Carson     | 18 settembre 1951 (64 anni) Detroit, Michigan        | Direttore del reparto di neurochirurgia pediatrica al Johns Hopkins Hospital (1984-2013)                                                               | Maryland             | 4 maggio 2015    | 4 marzo 2016     |                                      | [ 19 ] [ 20 ] [ 21 ] [ 22 ] |
| Chris Christie | 6 settembre 1962 (53 anni) Newark, New Jersey        | Governatore del New Jersey (dal 2010) District attorney del New Jersey (2002-2008) Freeholder di Morris County (1995-1998)                             | New Jersey           | 30 giugno 2015   | 11 febbraio 2016 |                                      | [ 23 ] [ 24 ] [ 25 ]        |
| Ted Cruz       | 22 dicembre 1970 (45 anni) Calgary, Alberta (Canada) | Senatore (dal 2013) Solicitor general del Texas (2003-2008)                                                                                            | Texas                | 23 marzo 2015    | 3 maggio 2016    |                                      | [ 1 ] [ 26 ] [ 27 ] [ 28 ]  |
| Carly Fiorina  | 6 settembre 1954 (61 anni) Austin, Texas             | CEO di Hewlett-Packard (1999-2005) | Virginia             | 4 maggio 2015    | 11 febbraio 2016 |                                      | [ 29 ] [ 30 ] [ 31 ]        |
| Jim Gilmore    | 6 ottobre 1949 (66 anni) Richmond, Virginia          | Governatore della Virginia (1998-2002) Attorney general della Virginia (1994-1997)                                                                     | Virginia             | 30 luglio 2015   | 12 febbraio 2016 |                                      | [ 32 ] [ 33 ] [ 34 ]        |
| Mike Huckabee  | 24 agosto 1955 (60 anni) Hope, Arkansas              | Governatore dell'Arkansas (1996-2007) Vice Governatore dell'Arkansas (1993-1996)                                                                       | Arkansas             | 5 maggio 2015    | 1 febbraio 2016  |                                      | [ 35 ] [ 36 ] [ 37 ]        |
| John Kasich    | 13 maggio 1952 (64 anni) McKees Rocks, Pennsylvania  | Governatore dell'Ohio (dal 2011) Membro della Camera dei Rappresentanti (1983-2001) Senatore dello Stato dell'Ohio (1979-1982)                         | Ohio                 | 21 luglio 2015   | 4 maggio 2016    |                                      | [ 2 ] [ 38 ] [ 39 ]         |
| Rand Paul      | 7 gennaio 1963 (53 anni) Pittsburgh, Pennsylvania    | Senatore (dal 2011) | Kentucky             | 7 aprile 2015    | 3 febbraio 2016  |                                      | [ 40 ] [ 41 ] [ 42 ] [ 43 ] |
| Marco Rubio    | 28 maggio 1971 (45 anni) Miami, Florida              | Senatore (dal 2011) Speaker della Camera dei Rappresentanti della Florida (2007-2009) Membro della Camera dei Rappresentanti della Florida (2000-2009) | Florida              | 13 aprile 2015   | 15 marzo 2016    |                                      | [ 44 ] [ 45 ] [ 46 ] [ 47 ] |
| Rick Santorum  | 10 maggio 1958 (58 anni) Winchester, Virginia        | Senatore (1995-2007) Membro della Camera dei Rappresentanti (1991-1995)                                                                                | Pennsylvania         | 27 maggio 2015   | 3 febbraio 2016  |                                      | [ 48 ] [ 49 ] [ 50 ]        |

#### Candidati ritirati prima dell'inizio delle primarie
| Nome           | Dati di nascita con età all'inizio della convention  | Cariche precedenti | Stato di provenienza | Data candidatura | Data ritiro       | Logo campagna | Note                 |
| -------------- | ---------------------------------------------------- | --- | -------------------- | ---------------- | ----------------- | ------------- | -------------------- |
| Lindsey Graham | 9 luglio 1955 (61 anni) Central, Carolina del Sud    | Senatore (dal 2003) Membro della Camera dei rappresentanti (1995-2003) Membro della Camera dei rappresentanti del South Carolina (1993-1995) | Carolina del Sud     | 1 giugno 2015    | 21 dicembre 2015  |               | [ 51 ] [ 52 ]        |
| Bobby Jindal   | 10 giugno 1971 (45 anni) Baton Rouge, Louisiana      | Governatore della Louisiana (dal 2008) Membro della Camera dei Rappresentanti (2005-2008) Asst. Secretary presso il Dipartimento della Salute e dei Servizi Umani (2001-2003) Presidente del complesso universitario della Louisiana (1999-2001) Secretary del Dipartimento della Salute e dei Servizi Umani della Louisiana (1996-1999) | Louisiana            | 24 giugno 2015   | 17 novembre 2015  |               | [ 53 ] [ 54 ] [ 55 ] |
| George Pataki  | 24 giugno 1945 (71 anni) Peekskill, New York         | Governatore di New York (1995-2006) Senatore dello Stato di New York (1993-1994) Membro del New York State Assembly (1985-1992) Sindaco di Peekskill, New York (1981-1984) | New York             | 28 maggio 2015   | 29 dicembre 2015  |               | [ 56 ] [ 57 ]        |
| Rick Perry     | 4 marzo 1950 (66 anni) Haskell, Texas                | Governatore del Texas (2000-2015) Vice Governatore del Texas (1999-2000) Commissario all'Agricoltura del Texas (1991-1999) Membro della Camera dei Rappresentanti del Texas (1985-1991) | Texas                | 4 giugno 2015    | 11 settembre 2015 |               | [ 58 ] [ 59 ] [ 60 ] |
| Scott Walker   | 2 novembre 1967 (48 anni) Colorado Springs, Colorado | Governatore del Wisconsin (dal 2011) Milwaukee County Executive (2002-2010) Membro del Wisconsin State Assembly (1993-2002) | Wisconsin            | 13 luglio 2015   | 21 settembre 2015 |               | [ 61 ] [ 62 ] [ 63 ] |

### Altri candidati
Tra gli altri candidati minori figurano:
- Jack Fellure, nato il 3 ottobre 1931 a Midkiff, nella Virginia Occidentale, varie volte candidato in passato anche per partiti minori[64];
- Andy Martin, nato nel 1945 a Middletown, altro "candidato perenne"[65].

Tra il 2012 e il 2015 avevano annunciato l'intenzione di candidarsi, ritirandola prima dell'inizio delle primarie, anche Mark Everson, già commissario dell'Internal Revenue Service, gli attivisti Josue Larose e Jimmy McMillan, e l'imprenditore e produttore di documentari Dennis Michael Lynch.

## Campagna elettorale e dibattiti

### Principali prese di posizione all'inizio della corsa

#### Clima
Anche se il tema climatico non è una priorità, per Jeb Bush gli Stati Uniti dovrebbero lavorare con altri paesi per ridurre le emissioni di carbonio. Credono nel problema del riscaldamento globale, almeno in parte causato dall'uomo, ma comunque non una priorità per il governo, anche Chris Christie, Carly Fiorina, Lindsey Graham, Bobby Jindal e John Kasich.
Per Ben Carson il tema del cambiamento climatico è ingigantito ed è convinto dipenda più da una propria ciclicità che dall'intervento umano. Marco Rubio e Rick Santorum negano sia causato dall'uomo, mentre per Rick Perry non ci sono prove concrete a sostegno della teoria, tantomeno che l'uomo ne sia responsabile; per Trump è una "bufala". Ted Cruz si è più volte opposto a forme di finanziamento per l'uso di energie rinnovabili, sostenendo che tale settore sia autonomamente competitivo.

#### Diritti della persona
Bush, Graham, Huckabee e Jindal sono a favore di un'estensione dei diritti sul porto di armi da fuoco. La maggior parte degli altri candidati sono contrari a restrizioni, pur dicendosi favorevoli a regolamentazioni per prevenirne l'acquisto da parte di pregiudicati o persone con problemi mentali. George Pataki e Donald Trump sono favorevoli a restrizioni per alcuni tipi di armi.
Tutti i candidati sono contrari ad una legalizzazione per uso ricreativo della marijuana a livello nazionale, ma alcuni, tra cui Ted Cruz, Rand Paul e Marco Rubio sono favorevoli ad una depenalizzazione.
Tutti i candidati hanno ribadito il credo personale secondo cui il matrimonio dovrebbe consistere solo nell'unione tra un uomo e una donna, tuttavia, in merito alla decisione della Corte Suprema del giugno 2015 che ha legalizzato il matrimonio omosessuale a livello nazionale, solo alcuni dei candidati, tra cui Mike Huckabee e Rick Santorum, hanno proposto una modifica costituzionale per annullare i suoi effetti. Per gli altri candidati, tra cui John Kasich, «è tempo di andare avanti», o al massimo dovrebbe rimanere in capo ai singoli stati non menzionati nella sentenza la libertà di ignorarla.
La maggior parte dei candidati è concorde nel proibire l'aborto dopo le venti settimane di gravidanza, pur con delle eccezioni per preservare la vita della madre o in casi particolari quali gravidanze derivate da stupri. Huckabee e Santorum, condividendo al massimo l'eccezione per preservare la vita della madre, ritengono invece il nascituro vada preservato dal momento del concepimento; Marco Rubio e Scott Walker sono contrari anche a tale tipo di eccezione.
George Pataki ha evocato un nuovo Patriot Act per combattere il terrorismo, difendendo, come altri candidati, tra cui Chris Christie, la vasta attività di videosorveglianza dell'NSA. Al contrario, Rand Paul è apertamente contrario a atti come il Patriot Act e auspica una completa sospensione dell'attività di sorveglianza sui cittadini americani.

#### Educazione
Tra i temi principali affrontati durante la campagna elettorale figura Common Core, l'iniziativa promossa dalla National Governors Association e dal Council of Chief State School Officers per approvare degli standard nazionali rispetto alle competenze da acquisire nello studio della lingua inglese e della matematica durante il percorso formativo nelle scuole primarie e secondarie, ciò al fine di innalzare il livello medio della qualità dell'istruzione a livello nazionale e rendere gli studenti più preparati ad affrontare esperienze lavorative o l'univerisità.
Jeb Bush e John Kasich sostengono apertamente Common Core, gli altri candidati sono invece contrari all'imposizione di standard nazionali e a favore di un maggiore controllo statale e locale sulle scuole pubbliche. Carly Fiorina è a favore dell'introduzione di standard nazionali ma bilanciati da un maggiore controllo in capo ai distretti locali, mentre Rand Paul e Rick Perry vorrebbero un completo scioglimento del Dipartimento dell'Istruzione. Diversi dei candidati, tra cui Ben Carson e Scott Walker, si sono detti a favore di iniziative che incentivino le iscrizioni a scuole alternative a quelle pubbliche.

#### Immigrazione
Bush e Kasich vorrebbero creare un nuovo status legale per gli immigrati irregolari, senza che ciò preveda necessariamente un percorso verso l'ottenimento della cittadinanza. Lindsey Graham, Bobby Jindal e Marco Rubio si sono invece detti a favore di un percorso che porti in futuro anche alla cittadinanza a determinate condizioni. Rand Paul è anche a favore di un'estensione dei metodi legali di ingresso nel Paese.
Gli altri candidati si sono detti contrari ad offrire metodi per acquisire la cittadinanza agli immigrati irregolari già presenti negli Stati Uniti, mentre Ted Cruz e Rick Santorum vorrebbero restringere quelli già esistenti per gli immigrati regolari. Mike Huckabee ha proposto un'auto-denuncia e auto-deportazione per gli irregolari; Ben Carson ha proposto un modello secondo cui gli irregolari potrebbero iscriversi ad un apposito registro come guest worker (lavoratore ospite) se lasciano il Paese e chiedano di ritornare indicando il posto di lavoro da conservare. Mike Huckabee e Carly Fiorina sostengono il DREAM Act, proposta che mira a garantire uno status legale ai bambini introdotti nel Paese illegalmente.
Donald Trump ha accostato spesso l'immigrazione alla criminalità, sostenendo anche che il governo messicano abbia in qualche modo favorito negli anni il trasferimento di criminali negli Stati Uniti; di conseguenza ha adottato un atteggiamento di intolleranza per l'ingresso di immigrati irregolari, proponendo anche la costruzione di un muro, ma si è detto disposto ad estendere alcuni metodi di ingresso regolare, in particolare per gli studenti che conseguono un diploma di laurea nel Paese.

#### Politica estera
Bush, che ha avuto occasione di ammettere che l'invasione dell'Iraq nel 2003 si è rivelata un errore, distanziandosi quindi, come altri candidati, dalla scelta del fratello George, ha espresso la necessità di mandare più addestratori in supporto alle truppe irachene nella lotta allo Stato Islamico ed espletare "robuste" esercitazioni militari nell'est europeo in risposta alle politiche di Putin. Anche gli altri candidati hanno sostenuto un maggior coinvolgimento militare nella lotta all'ISIS; Christie, Gilmore, Graham, Kasich, Paul, Perry e Santorum in particolare si sono detti favorevoli all'invio di truppe, mentre Cruz e Fiorina proverebbero prima a dare un maggior supporto ai curdi. Rubio ha proposto una presenza "permanente" in Iraq per stabilizzare la regione. Tutti si sono detti contrari all'accordo raggiunto con l'Iran sulle armi nucleari.

#### Sanità
Tutti i candidati sono critici nei confronti della riforma di Obama nota come Obamacare, che ha esteso l'accesso al sistema sanitario ad alcuni soggetti, sostenendo la necessità di profonde modifiche o una sua completa cancellazione. Chris Christie ha proposto una riforma che innalza gradualmente l'età per accedere al programma Medicare, riducendo i benefici e aumentando i costi per i cittadini con un reddito dagli 80 000 dollari in su, e semplificando il sistema di finanziamento di Medicaid. Ben Carson ha invece proposto un modello di semplificazione dell'intero sistema di supporto sanitario pubblico che doterebbe tutti i cittadini di un account finanziario, incrementabile con propri mezzi e trasferibile a membri della propria famiglia. Ted Cruz adotterebbe un sistema del genere, mantenendo tuttavia prioritario il possedimento di un'assicurazione sanitaria, riformandone la legislazione in modo che si mantenga anche in caso si perdi il lavoro e unificandone il mercato a livello nazionale per aumentare la concorrenza e abbassarne i costi; Cruz ha anche proposto, se necessario, un referendum per la cancellazione di Obamacare.

#### Tassazione
Tutti i candidati auspicano una forte riduzione della spesa pubblica, raggiungendo il pareggio di bilancio, utilizzando i ricavati per far crescere l'economia attraverso una riduzione delle tasse.
Chris Christie ha proposto di semplificare il sistema di tassazione sul reddito riducendolo a tre scaglioni con l'aliquota più alta fissata al 28% e ha auspicato un taglio dell'imposta sul reddito delle società dal 35 al 25%. Anche Rubio propone una riduzione della tassa sul reddito societario al 25%, proponendo una semplificazione per i privati, con un'aliquota al 15% per chi guadagna meno di 75.000 dollari e una al 35% per chi supera tale soglia. Ted Cruz vorrebbe un'imposta sul reddito societario al 15%; Pataki vorrebbe incentivare l'industria manifatturiera abbassando la tassazione al 12%. Huckabee auspica una forte semplificazione sostituendo le tasse sui redditi con una singola tassa nazionale sulle vendite (una fair tax). Carson, Graham, Paul e Santorum sono invece sostenitori del sistema proporzionale flat tax; Santorum in particolare ha proposto un'aliquota unica, anche per le società, al 20%, abolendo anche l'imposta sul valore aggiunto, Carson un'aliquota tra il 10 e il 15%.

### Dibattiti e indicazioni dei sondaggi prima delle votazioni

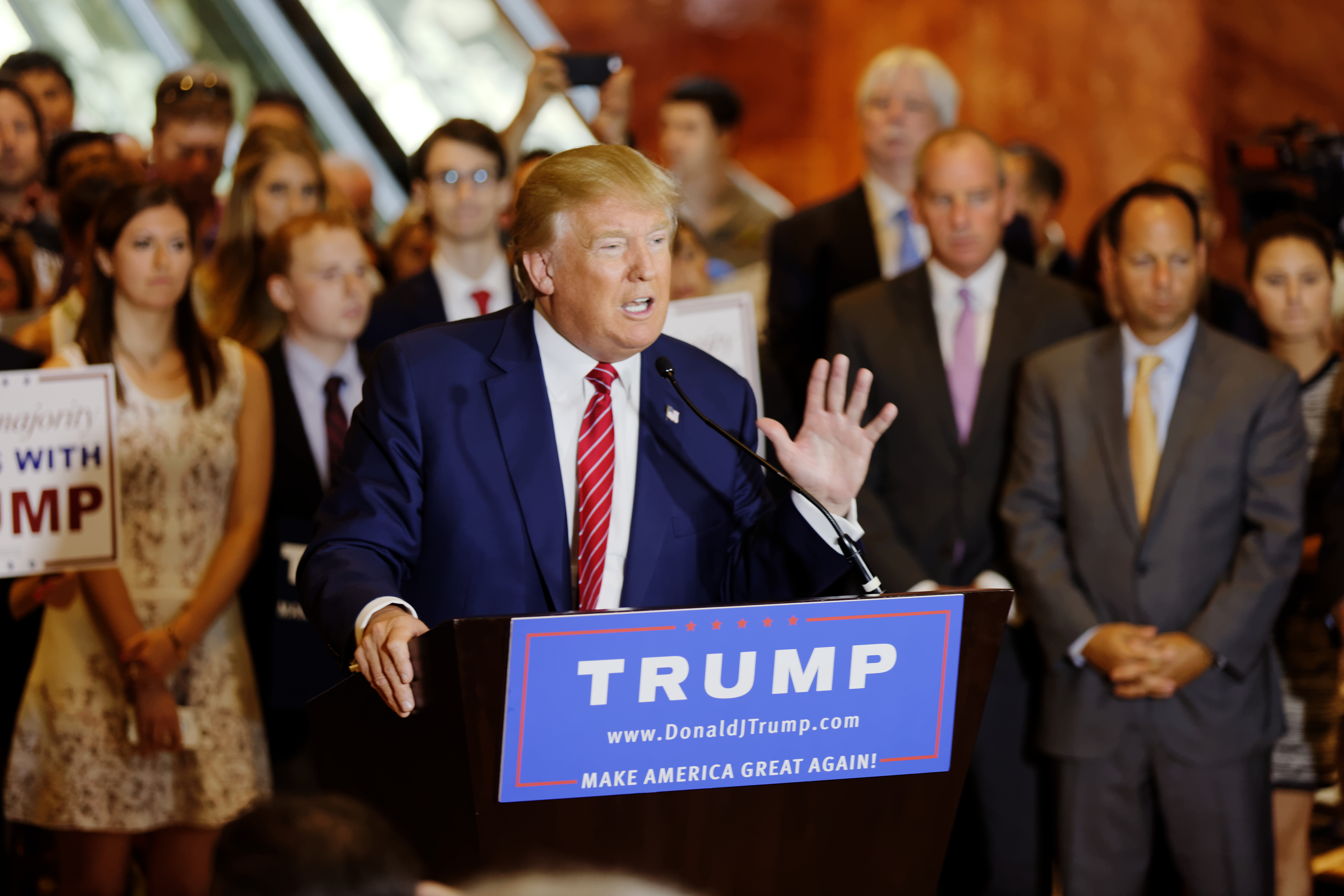
Donald Trump è rimasto in testa ai sondaggi durante i mesi precedenti l'inizio delle elezioni primarie

Al primo dibattito pubblico del 6 agosto 2015, tenuto alla Quicken Loans Arena di Cleveland e organizzato da Fox News e Facebook, hanno partecipato tutti i diciassette principali candidati, venendo diviso in due parti: nella prima hanno partecipato i sette più indietro nei sondaggi (Rick Perry, Bobby Jindal, Rick Santorum, Lindsey Graham, Carly Fiorina, Jim Gilmore e George Pataki); nella seconda, moderata da Bret Baier, Megyn Kelly e Chris Wallace, i restanti dieci: Donald Trump, dato in testa nei sondaggi con oltre il 20% di preferenze, Jeb Bush e Scott Walker, secondo e terzo nei sondaggi con circa il 12 e il 10% di preferenze, Mike Huckabee, Ben Carson, Ted Cruz, Marco Rubio, Rand Paul, Chris Christie e John Kasich. Nella prima parte del dibattito è stata particolarmente apprezzata Carly Fiorina, mentre la seconda ha generato analisi discordi sui migliori performanti; hanno generalmente ricevuto apprezzamento Cruz, Rubio, Christie e Huckabee, mentre Donald Trump, il quale ha mantenuto lo stile irriverente e le posizioni controverse con cui ha avviato la sua campagna, fattore che ha contribuito tuttavia alla sua ascesa di popolarità nei primi sondaggi, polemizzando anche con i moderatori, è stato ampiamente criticato. Il dibattito principale ha fatto registrare ascolti record, venendo seguito da circa 24 milioni di spettatori e facendo segnare l'audience più alta di sempre per un evento non sportivo sulla televisione via cavo statunitense.
Il secondo dibattito è stato organizzato dalla CNN alla Ronald Reagan Presidential Library di Simi Valley il 16 settembre 2015, moderato da Jake Tapper insieme a Dana Bash e Hugh Hewitt. Diviso in due parti come il primo, al principale hanno partecipato i dieci presenti al primo dibattito più Carly Fiorina, cresciuta nei sondaggi nelle settimane precedenti. La stessa Fiorina fu indicata dai critici tra i migliori performanti insieme a Jeb Bush, Chris Christie e Marco Rubio. Si confermarono molto alti gli ascolti, con un'audience media di 22,9 milioni di spettatori, risultando così il programma più visto di sempre sulla CNN.
Il terzo dibattito, alla cui vigilia aveva guadagnato consensi Ben Carson, è stato organizzato dalla CNBC presso l'University of Colorado, a Boulder, il 28 ottobre 2015, diviso in due parti. Alla parte principale hanno partecipato gli stessi candidati della volta precedente meno il ritirato Scott Walker. Marco Rubio e Ted Cruz sono stati apprezzati dai critici, mentre hanno ricevuto responsi negativi i moderatori. I giornalisti di CNBC sono stati infatti accusati da più parti di aver proposto domande poco significative o che mirassero a mettere in difficoltà i candidati più che a dar loro modo di spiegare i propri piani politici. Nei giorni seguenti, come ritorsione, il Partito Repubblicano decise di cancellare il dibattito che avrebbe dovuto organizzare NBC News a Houston il seguente 26 febbraio, poi sostituito da un altro affidato alla CNN; la redazione di CNBC è infatti parte dello stesso gruppo editoriale di NBC News, ossia NBCUniversal News Group, della compagnia NBCUniversal.
Il quarto dibattito è stato organizzato il 10 novembre 2015 da Fox Business Network in collaborazione con il Wall Street Journal a Milwaukee, la cui parte principale è stata moderata da Neil Cavuto, Maria Bartiromo e Gerard Baker. Diviso in due parti ha presentato regole d'accesso più stringenti. Nella parte dedicata ai candidati con almeno il 2,5% di preferenze nei sondaggi più recenti hanno preso parte Donald Trump, ancora in testa nei sondaggi con un margine ridotto su Ben Carson, Marco Rubio e Ted Cruz, ovvero gli altri due ad avere più del 10% di preferenze nei sondaggi, Carly Fiorina, Jeb Bush, John Kasich e Rand Paul; alla parte dedicata ai candidati con almeno l'1% hanno partecipato Chris Christie, Mike Huckabee, Bobby Jindal e Rick Santorum.
Il quinto, incentrato sull'ISIS e la minaccia terroristica, si è tenuto dalla CNN a Las Vegas il 15 dicembre, al quale hanno partecipato Kasich, Fiorina, Rubio, Carson, Trump, Cruz, Bush, Christie e Paul alla parte principale; Pataki, Huckabee, Santorum e Graham a quella secondaria.
Il sesto, organizzato da Fox Business a North Charleston il 14 gennaio 2016, ha visto partecipare alla parte più importante Trump, Cruz, Rubio, Carson, Christie, Bush e Kasich.
Il settimo, l'ultimo prima dell'avvio delle votazioni, è stato organizzato da Fox News a Des Moines, il 28 gennaio. Sono stati invitati all'evento principale Donald Trump, il cui consenso nei sondaggi è cresciuto fino al 40%, circa il doppio del più diretto inseguitore Ted Cruz, oltre a Marco Rubio, Ben Carson, Jeb Bush, Chris Christie e John Kasich; Trump, tuttavia, ha scelto di boicottare il dibattito declinando l'invito, dopo che l'emittente via cavo aveva confermato gli stessi moderatori di quello del precedente agosto, dopo il quale l'imprenditore aveva lamentato di essere stato trattato ingiustamente, in particolare da Megyn Kelly, per la quale aveva chiesto una sostituzione.
L'ottavo, a cui hanno preso parte i candidati ancora in corsa eccetto Fiorina e Gilmore, è stato organizzato da ABC News a Goffstown, nel New Hampshire, il 6 febbraio; il nono, con tutti i sei candidati rimasti e moderato da John Dickerson, da CBS News in South Carolina, a Greenville, il 13 febbraio; il decimo, che originariamente doveva essere curato da NBC News, il 25 febbraio a Houston dalla CNN. Due dibattiti finali sono stati organizzati nuovamente da Fox News e dalla CNN rispettivamente a Detroit il 3 marzo e a Miami il 10 marzo. quest'ultimo in collaborazione con il Washington Times.

### La situazione all'inizio delle votazioni

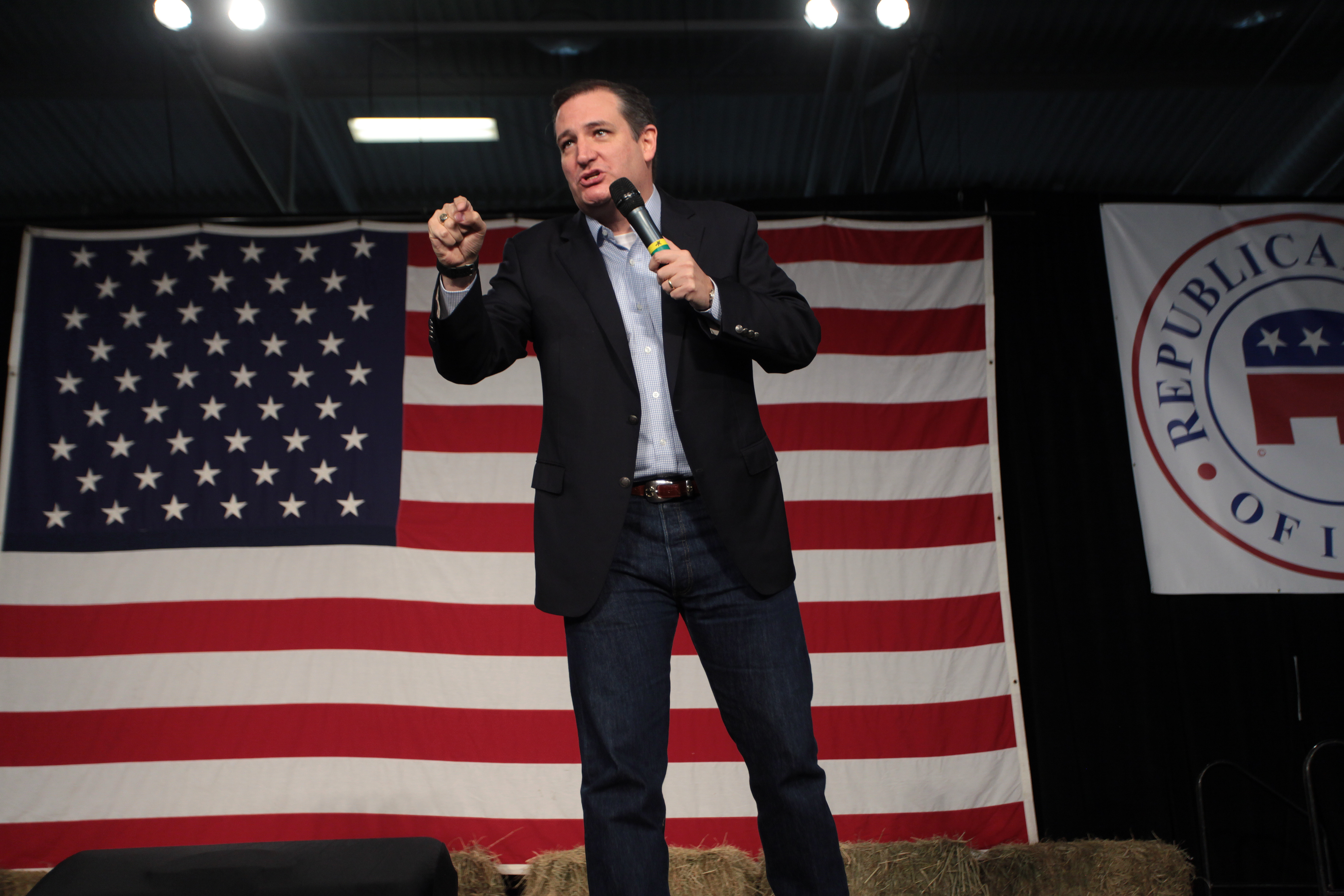
Ted Cruz è emerso tra i principali sfidanti di Trump alla vigilia delle votazioni

All'inizio del 2015 secondo gli osservatori il frontrunner della competizione si prospettava essere Jeb Bush
, il quale, dopo l'annuncio ufficiale della sua candidatura, aveva conquistato anche il maggior numero di endorsement tra parlamentari e governatori, pur senza ottenere molti più consensi degli altri candidati e venendo pertanto giudicato un candidato «debole». L'alto numero di contendenti, inizialmente in diciassette tra i soli principali, contribuì a rendere difficili le previsioni, con la competizione vista come una delle più incerte di sempre. Nel mese di giugno 2015 scese in campo anche Donald Trump, le cui posizioni populiste e controverse, tra cui le proposte di costruire un muro per fermare l'immigrazione dal Messico e sospendere l'ingresso nel paese di musulmani come misura antiterrorismo, inaspettatamente gli consentirono di guadagnare rapidamente notevole popolarità nei sondaggi. Anche se dalla maggior parte dei commentatori non era visto come un candidato serio e la sua popolarità era considerata momentanea, Trump, pur continuando a raccogliere critiche a livello internazionale (nel Regno Unito si è discusso in Parlamento se inserirlo nella lista delle persone a cui è vietato l'ingresso nel Paese) continuò a restare nettamente in testa ai sondaggi per tutto il resto dell'anno, guadagnando ulteriormente consensi e affermandosi di conseguenza come favorito della corsa. Tra gli altri candidati, mentre alcuni iniziarono a ritirarsi, in autunno i maggiori sfidanti di Trump erano considerati Ben Carson, per il suo appeal come outsider, Marco Rubio, per la sua capacità di richiamare gli elettori di origine ispanica e le sue posizioni moderate, e Ted Cruz, per la sua popolarità tra gli elettori vicini al Tea Party, mentre i consensi di Bush andavano scemando.
All'inizio del 2016, Trump risultava ancora in testa in sondaggi, con Ted Cruz considerato il principale sfidante almeno nei primi Stati in cui si vota, in particolare grazie alla crescita di consensi tra gli elettori repubblicani che si definiscono più conservatori e quelli che considerano rilevante la religione; Cruz, battista figlio di un predicatore, si è contraddistinto anche per terminare ogni suo comizio invitando a una preghiera. Alla fine di gennaio, nei sondaggi a livello nazionale, a Trump era attribuito circa il 40% di preferenze, a Cruz circa il 20%, a Rubio circa il 10%, con Carson, Christie e Bush attestati tra il 4 e il 7%, e il resto dei candidati tra la 0 e il 3%.
Alle prime elezioni in Iowa del 1º febbraio, tuttavia, Ted Cruz ha ottenuto quasi il 28% di preferenze, prevalendo su Trump e Rubio, i quali hanno registrato circa il 24 e il 23% di preferenze; hanno conquistato delegati anche Carson, Paul e Bush. A seguito di tali risultati Rand Paul, che aveva conquistato un delegato, si è ritirato scegliendo di focalizzarsi sulla ricandidatura a senatore. Hanno annunciato il ritiro anche Mike Huckabee e Rick Santorum, che in Iowa avevano vinto rispettivamente nel 2008 e nel 2012, mentre Cruz è stato accusato di aver condotto una campagna ingannevole, poiché i suoi sostenitori avevano diffuso ai caucus notizie infondate che preannunciavano un presunto imminente ritiro di Ben Carson. Una settimana più tardi, in New Hampshire, Trump vince confermando i sondaggi, con John Kasich che si classifica secondo, emergendo tra i favoriti dagli elettori "moderati". Si ritirano Chris Christie, Carly Fiorina e Jim Gilmore. Il 20 febbraio, nella Carolina del Sud, Trump vince ancora confermandosi come frontrunner, con circa dieci punti percentuali di vantaggio su Cruz e Rubio; Jeb Bush, registrando ancora una volta meno del 10% nonostante l'appoggio del partito e i cospicui finanziamenti raccolti dalla sua campagna, decide di ritirarsi dalla corsa. Tre giorni dopo Trump vince nettamente anche in Nevada, raggiungendo il 45% di preferenze.

### Il supermartedì e le elezioni successive
Il 1º marzo 2016, durante il cosiddetto Super Tuesday, Trump vince come da previsioni nella maggior parte degli stati in cui si tengono votazioni; Ted Cruz vince nel proprio stato di provenienza, in Texas, nel vicino Oklahoma e in Alaska, mentre Rubio, nonostante l'appoggio dell'establishment del partito dopo l'uscita di scena di Bush, vince solo nei caucus del Minnesota. Il successo di Trump provoca una spaccatura nel partito, con esponenti di primo piano, tra cui spiccano i precedenti candidati alla Presidenza Mitt Romney e John McCain, che hanno aspramente criticato il ricco imprenditore, descrivendolo come un manipolatore, un falso e un pericolo per la democrazia, mentre il 4 marzo Ben Carson annuncia il suo ritiro, schierandosi, la settimana successiva, a favore di Trump.
Il 15 marzo 2016, in un altro "supermartedì", si è votato in cinque stati di cui due considerati chiave per l'elevato numero di delegati in palio, attribuiti con formula maggioritaria: Florida e Ohio. In Florida, Illinois, Missouri e North Carolina, Trump vince; mentre in Ohio riesce ad imporsi il governatore di casa John Kasich, alla sua prima vittoria. Rubio, sconfitto quindi anche in Florida, suo stato di provenienza, si ritira. Trump continua a collezionare vittorie anche nel mese di aprile, venendo sconfitto nel Wisconsin ma prevalendo in tutti gli stati del nord-est, compreso il suo stato di "casa", New York.
Il 27 aprile, secondo alcuni commentatori in un «disperato» tentativo di distogliere parte dei riflettori puntati sul magnate e rallentare la sua corsa verso la quota di delegati necessaria alla vittoria, Cruz annuncia come sua candidata Vicepresidente Carly Fiorina, divenendo l'unico negli ultimi 40 anni ad annunciare il gregario per l'eventuale corsa alla Casa Bianca senza aver ancora vinto la nomination, e cercando intanto un accordo con Kasich per allearsi cercando di far convergere i rispettivi voti sull'uno o sull'altro in alcuni stati pur di non continuare a far vincere Trump. Non avendo alcuna possibilità di ottenere loro la maggioranza di delegati, l'obiettivo rimane infatti tentare di non farla avere neanche all'avversario, per poi puntare a rimettere tutto in gioco in una convention nazionale "aperta", dove, nel caso nessun candidato arrivi dalle primarie con la cifra necessaria, ogni candidato può teoricamente tentare di costruirsi una maggioranza provando a convincere la platea di delegati presenti.
Il 3 maggio tuttavia, Trump vince con un netto margine anche in Indiana, conquistando tutti i 57 delegati in palio e continuando così ad avvicinarsi alla maggioranza complessiva di delegati necessaria alla convention nazionale. Sia Ted Cruz che John Kasich, preso atto dell'ennesima sconfitta, annunciano il loro ritiro, facendo diventare Trump il previsto candidato nominato dal Partito Repubblicano (presumptive nominee) per le elezioni generali di novembre.

## Calendario e risultati

Distribuzione del delegati per stato

Ogni Stato, oltre a votare in date diverse, segue modalità di voto differenti. In alcuni stati si vota infatti con primarie aperte a tutto il corpo elettorale, in altri con primarie chiuse, in cui votano solo gli iscritti al partito, e in altri ancora con primarie semichiuse, in cui possono votare gli iscritti al partito e quelli non iscritti ad altri. In tutti i casi i cittadini che si registrano per votare alle primarie di un partito, per le stesse elezioni non possono poi partecipare alle primarie di altri partiti. Una minoranza di stati vota anche durante i caucus, incontri tra i sostenitori locali del partito in cui si vota con modalità poco formali, a volte per semplice alzata di mano. Anche l'assegnazione dei delegati varia: in alcuni il "vincitore prende tutto" (winner-takes-all), ossia vengono eletti solo i delegati promessi allo stesso candidato che hanno ottenuto più voti, mentre in altri avviene una ripartizione proporzionale.
Il complesso meccanismo di questo tipo di elezioni prevede che anche i delegati non sono scelti per diretta elezione popolare; nella maggior parte degli stati infatti, durante le primarie e i caucus, anche se sulle schede elettorali si votano i candidati presidenziali, vengono eletti solo rappresentanti per una successiva convention statale, a volte preceduta da assemblee di distretto elettorale e/o di contea, in cui vengono formalmente nominati i delegati nazionali sulla base del voto popolare.
Oltre ai delegati promessi ad un candidato e quindi poi vincolati dal voto popolare alla convention in cui viene nominato il candidato presidente del partito, alcuni stati nominano anche alcuni delegati non vincolati, solitamente leader locali del partito, non promessi ad alcun candidato e quindi con libera facoltà di scelta alla convention nazionale estiva, dove, nel caso in cui nessun candidato ottenga la maggioranza assoluta alla prima votazione, tutti o quasi i delegati acquisiscono comunque libera facoltà di voto, dando vita a scenari incerti sulla scelta del candidato.
Di seguito il calendario dello svolgimento delle primarie e i risultati. Per ogni Stato è indicata la percentuale di voti e il numero stimato di delegati ottenuti dai candidati; tale stima è derivata dalla somma dei delegati vincolati spettanti dal risultato elettorale più eventuali delegati formalmente non vincolati che esprimono formalmente il loro appoggio al momento delle elezioni, con il potenziale resto dei delegati non assegnati che rimane svincolato in vista della convention nazionale.
| Data             | Stato o territorio      | Tipo              | Delegati | Delegati | Sistema           | Risultati                                      | Risultati                                      | Risultati                                      | Risultati                                      | Risultati                                      | Risultati                                      | Risultati                                      | Risultati                                      | Risultati                                      | Risultati                                      |
| Data             | Stato o territorio      | Tipo              | Delegati | Delegati | Sistema           | Trump previsto vinc. dal 3 maggio              | Trump previsto vinc. dal 3 maggio              | Cruz ritirato il 3 maggio                      | Cruz ritirato il 3 maggio                      | Rubio ritirato il 15 marzo                     | Rubio ritirato il 15 marzo                     | Kasich ritirato il 4 maggio                    | Kasich ritirato il 4 maggio                    | Altri                                          | Altri                                          |
| Data             | Stato o territorio      | Tipo              | vinc.    | svinc.   | Sistema           | del.                                           | voti                                           | del.                                           | voti                                           | del.                                           | voti                                           | del.                                           | voti                                           | del.                                           | voti                                           |
| ---------------- | ----------------------- | ----------------- | -------- | -------- | ----------------- | ---------------------------------------------- | ---------------------------------------------- | ---------------------------------------------- | ---------------------------------------------- | ---------------------------------------------- | ---------------------------------------------- | ---------------------------------------------- | ---------------------------------------------- | ---------------------------------------------- | ---------------------------------------------- |
| 1 febbraio 2016  | Iowa                    | caucus chiusi     | 30       | 0        | proporz.          | 7                                              | 24,3%                                          | 8                                              | 27,6%                                          | 7                                              | 23,1%                                          | 1                                              | 1,9%                                           | 7                                              | 23,1%                                          |
| 9 febbraio 2016  | New Hampshire           | primarie miste    | 23       | 0        | proporz.          | 11                                             | 35,2%                                          | 3                                              | 11,6%                                          | 2                                              | 10,5%                                          | 4                                              | 15,7%                                          | 3                                              | 27,0%                                          |
| 20 febbraio 2016 | Carolina del Sud        | primarie aperte   | 50       | 0        | semi-magg.        | 50                                             | 32,5%                                          | 0                                              | 22,3%                                          | 0                                              | 22,5%                                          | 0                                              | 7,6%                                           | 0                                              | 15,1%                                          |
| 23 febbraio 2016 | Nevada                  | caucus chiusi     | 30       | 0        | proporz.          | 14                                             | 45,9%                                          | 6                                              | 21,4%                                          | 7                                              | 23,9%                                          | 1                                              | 3,6%                                           | 0                                              | 5,3%                                           |
| 1 marzo 2016     | Alabama                 | primarie aperte   | 50       | 0        | proporz.          | 36                                             | 43,4%                                          | 13                                             | 21,1%                                          | 1                                              | 18,7%                                          | 0                                              | 4,4%                                           | 0                                              | 12,4%                                          |
| 1 marzo 2016     | Alaska                  | caucus chiusi     | 28       | 0        | proporz.          | 11                                             | 33,5%                                          | 12                                             | 36,4%                                          | 5                                              | 15,1%                                          | 0                                              | 4,1%                                           | 0                                              | 10,9%                                          |
| 1 marzo 2016     | Arkansas                | primarie aperte   | 40       | 0        | proporz.          | 16                                             | 32,8%                                          | 15                                             | 30,5%                                          | 9                                              | 24,8%                                          | 0                                              | 3,7%                                           | 0                                              | 8,2%                                           |
| 1 marzo 2016     | Colorado                | caucus chiusi     | 37       | 0        | proporz.          | 1                                              | -                                              | 33                                             | -                                              | 0                                              | -                                              | 0                                              | -                                              | 0                                              | -                                              |
| 1 marzo 2016     | Dakota del Nord         | caucus chiusi     | 0        | 28       | proporz.          | 17                                             | -                                              | 11                                             | -                                              | 0                                              | -                                              | 0                                              | -                                              | 0                                              | -                                              |
| 1 marzo 2016     | Georgia                 | primarie aperte   | 76       | 0        | proporz.          | 42                                             | 38,8%                                          | 18                                             | 23,6%                                          | 16                                             | 24,5%                                          | 0                                              | 5,6%                                           | 0                                              | 0%                                             |
| 1 marzo 2016     | Massachusetts           | primarie miste    | 42       | 0        | proporz.          | 22                                             | 49,0%                                          | 4                                              | 9,5%                                           | 8                                              | 17,7%                                          | 8                                              | 17,9%                                          | 0                                              | 5,9%                                           |
| 1 marzo 2016     | Minnesota               | caucus aperti     | 38       | 0        | proporz.          | 8                                              | 21,4%                                          | 13                                             | 29,0%                                          | 17                                             | 36,2%                                          | 0                                              | 5,8%                                           | 0                                              | 7,6%                                           |
| 1 marzo 2016     | Oklahoma                | primarie chiuse   | 43       | 0        | proporz.          | 14                                             | 28,3%                                          | 15                                             | 34,4%                                          | 12                                             | 26,0%                                          | 0                                              | 3,6%                                           | 0                                              | 7,7%                                           |
| 1 marzo 2016     | Tennessee               | primarie aperte   | 58       | 0        | proporz.          | 33                                             | 38,9%                                          | 16                                             | 24,7%                                          | 9                                              | 21,2%                                          | 0                                              | 5,3%                                           | 0                                              | 9,9%                                           |
| 1 marzo 2016     | Texas                   | primarie aperte   | 155      | 0        | proporz.          | 48                                             | 26,8%                                          | 104                                            | 43,8%                                          | 3                                              | 17,7%                                          | 0                                              | 4,3%                                           | 0                                              | 7,4%                                           |
| 1 marzo 2016     | Vermont                 | primarie aperte   | 16       | 0        | proporz.          | 8                                              | 32,3%                                          | 0                                              | 9,6%                                           | 0                                              | 19,1%                                          | 7                                              | 30,0%                                          | 1                                              | 8,1%                                           |
| 1 marzo 2016     | Virginia                | primarie aperte   | 49       | 0        | proporz.          | 17                                             | 34,8%                                          | 8                                              | 16,7%                                          | 16                                             | 32,0%                                          | 5                                              | 9,5%                                           | 3                                              | 7,0%                                           |
| 1 marzo 2016     | Wyoming                 | caucus chiusi     | 26       | 3        | proporz.          | 1                                              | -                                              | 24                                             | -                                              | 1                                              | -                                              | 0                                              | -                                              | 0                                              | -                                              |
| 5 marzo 2016     | Kansas                  | caucus chiusi     | 40       | 0        | proporz.          | 9                                              | 23,3%                                          | 24                                             | 48,2%                                          | 6                                              | 16,7%                                          | 1                                              | 10,7%                                          | 0                                              | 1,2%                                           |
| 5 marzo 2016     | Kentucky                | caucus chiusi     | 46       | 0        | proporz.          | 17                                             | 35,9%                                          | 15                                             | 31,6%                                          | 7                                              | 16,4%                                          | 7                                              | 11,4%                                          | 0                                              | 1,7%                                           |
| 5 marzo 2016     | Louisiana               | primarie chiuse   | 46       | 0        | proporz.          | 25                                             | 41,4%                                          | 18                                             | 37,8%                                          | 0                                              | 11,2%                                          | 0                                              | 6,4%                                           | 0                                              | 3,1%                                           |
| 5 marzo 2016     | Maine                   | caucus chiusi     | 23       | 0        | proporz.          | 9                                              | 32,6%                                          | 12                                             | 45,9%                                          | 0                                              | 8,0%                                           | 2                                              | 12,2%                                          | 0                                              | 1,3%                                           |
| 6 marzo 2016     | Porto Rico              | primarie aperte   | 23       | 0        | proporz.          | 0                                              | 13,1%                                          | 0                                              | 8,6%                                           | 23                                             | 71,0%                                          | 0                                              | 1,3%                                           | 0                                              | 6,0%                                           |
| 8 marzo 2016     | Hawaii                  | caucus chiusi     | 19       | 0        | proporz.          | 11                                             | 42,2%                                          | 7                                              | 33,0%                                          | 1                                              | 13,1%                                          | 0                                              | 10,5%                                          | 0                                              | 1,2%                                           |
| 8 marzo 2016     | Idaho                   | primarie chiuse   | 32       | 0        | proporz.          | 12                                             | 28,1%                                          | 20                                             | 45,4%                                          | 0                                              | 15,9%                                          | 0                                              | 7,4%                                           | 0                                              | 3,2%                                           |
| 8 marzo 2016     | Michigan                | primarie aperte   | 59       | 0        | proporz.          | 25                                             | 36,5%                                          | 17                                             | 24,9%                                          | 0                                              | 9,3%                                           | 17                                             | 24,3%                                          | 0                                              | 5,0%                                           |
| 8 marzo 2016     | Mississippi             | primarie aperte   | 40       | 0        | proporz.          | 25                                             | 47,2%                                          | 15                                             | 36,1%                                          | 0                                              | 5,2%                                           | 0                                              | 8,8%                                           | 0                                              | 2,7%                                           |
| 10 marzo 2016    | Isole Vergini           | caucus aperti     | 6        | 3        | maggioritario     | 9                                              | 6,4%                                           | 0                                              | 11,7%                                          | 0                                              | 9,9%                                           | 0                                              | 0%                                             | 0                                              | 0%                                             |
| 12 marzo 2016    | District of Columbia    | convention chiusa | 19       | 0        | proporz.          | 0                                              | 13,7%                                          | 0                                              | 12,3%                                          | 10                                             | 37,4%                                          | 9                                              | 35,8%                                          | 0                                              | 0,8%                                           |
| 12 marzo 2016    | Guam                    | convention chiusa | 0        | 9        | proporz.          | 9                                              | -                                              | 0                                              | -                                              | 0                                              | -                                              | 0                                              | -                                              | 0                                              | -                                              |
| 15 marzo 2016    | Carolina del Nord       | primarie miste    | 72       | 0        | proporz.          | 29                                             | 40,2%                                          | 27                                             | 36,8%                                          | 6                                              | 7,7%                                           | 9                                              | 12,7%                                          | 1                                              | 2,6%                                           |
| 15 marzo 2016    | Florida                 | primarie chiuse   | 99       | 0        | maggioritario     | 99                                             | 45,8%                                          | 0                                              | 17,1%                                          | 0                                              | 27,0%                                          | 0                                              | 6,8%                                           | 0                                              | 3,3%                                           |
| 15 marzo 2016    | Illinois                | primarie aperte   | 69       | 0        | semi-magg.        | 54                                             | 38,8%                                          | 9                                              | 30,3%                                          | 0                                              | 8,7%                                           | 6                                              | 19,7%                                          | 0                                              | 2,5%                                           |
| 15 marzo 2016    | Marianne Settentrionali | caucus chiusi     | 9        | 0        | maggioritario     | 9                                              | 72,8%                                          | 0                                              | 24,0%                                          | 0                                              | 1,1%                                           | 0                                              | 2,1%                                           | 0                                              | 0%                                             |
| 15 marzo 2016    | Missouri                | primarie aperte   | 52       | 0        | semi-magg.        | 37                                             | 40,8%                                          | 15                                             | 40,6%                                          | 0                                              | 6,1%                                           | 0                                              | 10,1%                                          | 0                                              | 2,3%                                           |
| 15 marzo 2016    | Ohio                    | primarie miste    | 66       | 0        | maggioritario     | 0                                              | 35,9%                                          | 0                                              | 13,3%                                          | 0                                              | 2,3%                                           | 66                                             | 47,0%                                          | 0                                              | 1,5%                                           |
| 22 marzo 2016    | Arizona                 | primarie aperte   | 58       | 0        | maggioritario     | 58                                             | 46,0%                                          | 0                                              | 27,6%                                          | 0                                              | 11,6%                                          | 0                                              | 10,6%                                          | 0                                              | 4,2%                                           |
| 22 marzo 2016    | Samoa Americane         | convention aperta | 0        | 9        | proporz.          | 9                                              | -                                              | 0                                              | -                                              | 0                                              | -                                              | 0                                              | -                                              | 0                                              | -                                              |
| 22 marzo 2016    | Utah                    | caucus chiusi     | 40       | 0        | proporz.          | 0                                              | 14,0%                                          | 40                                             | 69,2%                                          | 0                                              | 0%                                             | 0                                              | 16,8%                                          | 0                                              | 0%                                             |
| 5 aprile 2016    | Wisconsin               | primarie aperte   | 42       | 0        | semi-magg.        | 6                                              | 35,0%                                          | 36                                             | 48,2%                                          | 0                                              | 1,0%                                           | 0                                              | 14,1%                                          | 0                                              | 1,7%                                           |
| 19 aprile 2016   | New York                | primarie chiuse   | 95       | 0        | proporz.          | 89                                             | 59,2%                                          | 0                                              | 14,5%                                          | 0                                              | 0%                                             | 6                                              | 24,7%                                          | 0                                              | 1,6%                                           |
| 26 aprile 2016   | Connecticut             | primarie chiuse   | 28       | 0        | proporz.          | 28                                             | 57,9%                                          | 0                                              | 11,7%                                          | 0                                              | 0%                                             | 0                                              | 28,4%                                          | 0                                              | 2,0%                                           |
| 26 aprile 2016   | Delaware                | primarie chiuse   | 16       | 0        | semi-magg.        | 16                                             | 60,8%                                          | 0                                              | 15,9%                                          | 0                                              | 0,9%                                           | 0                                              | 20,4%                                          | 0                                              | 2,1%                                           |
| 26 aprile 2016   | Maryland                | primarie chiuse   | 38       | 0        | semi-magg.        | 38                                             | 54,1%                                          | 0                                              | 19,0%                                          | 0                                              | 0,7%                                           | 0                                              | 23,2%                                          | 0                                              | 3,0%                                           |
| 26 aprile 2016   | Pennsylvania            | primarie chiuse   | 17       | 54       | semi-magg.        | 59                                             | 56,6%                                          | 4                                              | 21,7%                                          | 0                                              | 0,8%                                           | 3                                              | 19,4%                                          | 0                                              | 1,5%                                           |
| 26 aprile 2016   | Rhode Island            | primarie miste    | 19       | 0        | proporz.          | 12                                             | 62,9%                                          | 2                                              | 10,3%                                          | 0                                              | 0,6%                                           | 5                                              | 24,0%                                          | 0                                              | 2,2%                                           |
| 3 maggio 2016    | Indiana                 | primarie aperte   | 57       | 0        | semi-magg.        | 57                                             | 53,3%                                          | 0                                              | 36,6%                                          | 0                                              | 0,5%                                           | 0                                              | 7,6%                                           | 0                                              | 2,0%                                           |
| 10 maggio 2016   | Nebraska                | primarie chiuse   | 36       | 0        | maggioritario     | 36                                             | 61,5%                                          | 0                                              | 18,5%                                          | 0                                              | 3,6%                                           | 0                                              | 11,4%                                          | 0                                              | 5,0%                                           |
| 10 maggio 2016   | Virginia Occidentale    | primarie miste    | 34       | 0        | proporz.          | 32                                             | 77,1%                                          | 0                                              | 9,0%                                           | 0                                              | 1,4%                                           | 1                                              | 6,7%                                           | 0                                              | 5,8%                                           |
| 17 maggio 2016   | Oregon                  | primarie chiuse   | 28       | 0        | proporz.          | 18                                             | 64,2%                                          | 5                                              | 16,6%                                          | 0                                              | 0%                                             | 5                                              | 15,8%                                          | 0                                              | 3,4%                                           |
| 24 maggio 2016   | Washington              | primarie chiuse   | 44       | 0        | proporz.          | 41                                             | 75,5%                                          | 0                                              | 10,8%                                          | 0                                              | 0%                                             | 0                                              | 9,8%                                           | 0                                              | 4,0%                                           |
| 7 giugno 2016    | California              | primarie chiuse   | 172      | 0        | semi-magg.        | 172                                            | 74,7%                                          | 0                                              | 9,5%                                           | 0                                              | 0%                                             | 0                                              | 11,4%                                          | 0                                              | 4,4%                                           |
| 7 giugno 2016    | Dakota del Sud          | primarie chiuse   | 29       | 0        | maggioritario     | 29                                             | 67,1%                                          | 0                                              | 17,0%                                          | 0                                              | 0%                                             | 0                                              | 15,9%                                          | 0                                              | 0%                                             |
| 7 giugno 2016    | Montana                 | primarie aperte   | 27       | 0        | maggioritario     | 27                                             | 73,7%                                          | 0                                              | 9,4%                                           | 0                                              | 3,3%                                           | 0                                              | 6,9%                                           | 0                                              | 6,7%                                           |
| 7 giugno 2016    | New Jersey              | primarie miste    | 51       | 0        | maggioritario     | 51                                             | 80,4%                                          | 0                                              | 6,2%                                           | 0                                              | 0%                                             | 0                                              | 13,4%                                          | 0                                              | 0%                                             |
| 7 giugno 2016    | Nuovo Messico           | primarie chiuse   | 24       | 0        | proporz.          | 24                                             | 70,6%                                          | 0                                              | 13,3%                                          | 0                                              | 0%                                             | 0                                              | 7,6%                                           | 0                                              | 8,5%                                           |
| Totali           | Totali                  | Totali            | 2 366    | 106      | quota magg. 1 237 | 1 537                                          | 44,9%                                          | 569                                            | 25,1%                                          | 166                                            | 11,3%                                          | 163                                            | 13,8%                                          | 14                                             | 4,9%                                           |
| Totali           | Totali                  | Totali            | 2 472    | 2 472    | quota magg. 1 237 | 22 delegati rimasti non assegnati o svincolati | 22 delegati rimasti non assegnati o svincolati | 22 delegati rimasti non assegnati o svincolati | 22 delegati rimasti non assegnati o svincolati | 22 delegati rimasti non assegnati o svincolati | 22 delegati rimasti non assegnati o svincolati | 22 delegati rimasti non assegnati o svincolati | 22 delegati rimasti non assegnati o svincolati | 22 delegati rimasti non assegnati o svincolati | 22 delegati rimasti non assegnati o svincolati |

## Convention nazionale
La convention nazionale in cui i delegati hanno eletto ufficialmente il candidato alla Presidenza e il candidato Vicepresidente si è tenuta alla Quicken Loans Arena di Cleveland dal 18 al 21 luglio 2016.
Mentre il candidato vicepresidente scelto da Trump, Mike Pence, è stato eletto per acclamazione, per la scelta del candidato Presidente si è proceduto con un voto formale che ha visto il magnate newyorkese ottenere 1 725 preferenze. Cruz ne ha ottenuti 484, Kasich 125, Rubio 123, Carson 7, Bush 3, Paul 2. Alla convention sono mancati molti repubblicani di primo piano, che hanno snobbato l'evento, mentre altri si sono rifiutati di esprimere il loro appoggio per Trump, annunciando di non votarlo neanche alle elezioni generali di novembre. Tra loro l'ex Presidente Bush, l'ex candidato Jeb Bush e Mitt Romney.